# XXIII legislatura del Regno d'Italia

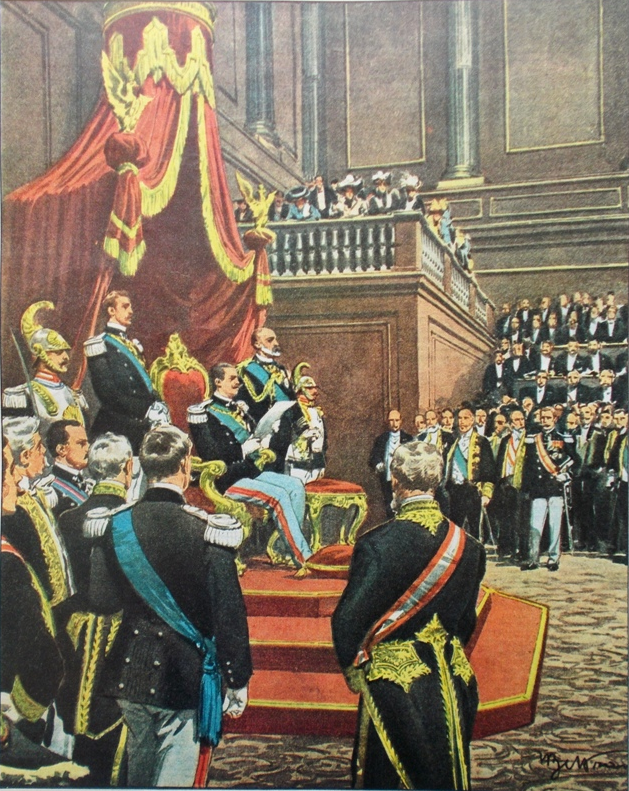
Solenne inaugurazione della XXIII legislatura

La XXIII legislatura del Regno d'Italia ebbe inizio il 24 marzo 1909 e si concluse il 29 settembre 1913.

## Governi
Governi formati dai Presidenti del Consiglio dei ministri su incarico reale.
1. Governo Giolitti III (29 maggio 1906 - 11 dicembre 1909), presidente Giovanni Giolitti
  - Composizione del governo: Destra storica, Sinistra storica, Partito Radicale Italiano
2. Governo Sonnino II (11 dicembre 1909 - 31 marzo 1910), presidente Sidney Sonnino
  - Composizione del governo: Destra storica, Sinistra storica
3. Governo Luzzatti (31 marzo 1910 - 29 marzo 1911), presidente Luigi Luzzatti
  - Composizione del governo: Destra storica, Sinistra storica, Partito Radicale Italiano
4. Governo Giolitti IV (30 marzo 1911 - 21 marzo 1914), presidente Giovanni Giolitti
  - Composizione del governo: Liberali, Partito Radicale Italiano

## Parlamento

### Senato del Regno
- Presidente
  - Giuseppe Manfredi, dal 24 marzo 1909 al 29 settembre 1913

Nella legislatura il Senato tenne 337 sedute.

### Camera dei Deputati
- Presidente
  - Giuseppe Marcora, dal 24 marzo 1909 al 29 settembre 1913

Nella legislatura la Camera tenne 587 sedute.